# Spike Milligan
Pour les articles homonymes, voir Milligan.
Terence Alan Milligan, connu sous le nom de Spike Milligan, est un homme de spectacle irlandais, né le 16 avril 1918 à Ahmadnâgar (Inde britannique) et mort le 27 février 2002 à Rye, Sussex de l'Est (Royaume-Uni).
Humoriste, écrivain, musicien, poète, dramaturge et acteur, il a passé la majeure partie de sa vie au Royaume-Uni et est l'un des créateurs, le scénariste principal et l'un des interprètes majeurs du Goon show, série radiodiffusée de 1951 à 1960, dans laquelle il joue le rôle de nombreux personnages et, en particulier, celui du populaire Eccles.
Il fut artilleur durant la Seconde Guerre mondiale. Il relate ses souvenirs dans une trilogie, où, en tant qu'antimilitariste, il dénonce la bêtise humaine et l'absurdité à laquelle elle conduit, trilogie qui deviendra très vite un ensemble de six livres, couvrant la période allant de ses classes (sa période d'entraînement) jusqu'à la fin de la guerre.

## Biographie

### Premières années
Spike est né à Ahmednagar, Inde, le 16 avril 1918, d'un père irlandais, le capitaine Leo Alphonso Milligan, MSM (Meritorious Service Medal), Artillerie royale, 1890–1969, de l'armée des Indes, et de Florence Mary Winifred Kettleband, 1893–1990, née en Angleterre. Il passe son enfance à Poona (Inde), puis à Rangoon, capitale de la Birmanie (Myanmar). Il fréquente l'école du couvent Jesus and Mary à Poona, et celle des Frères chrétiens de Saint Paul à Rangoon.
Il a vécu la plus grande partie de sa vie en Angleterre et a servi dans l'armée britannique en tant qu'artilleur au cours de la Seconde Guerre mondiale.

### Seconde Guerre mondiale
Pendant la période allant de la fin des années 1930 au début de la décennie suivante, Miligan se produit comme chanteur de jazz amateur et trompettiste. Il poursuit cette activité alors qu'il est mobilisé et aussi après la cessation des hostilités, tout en écrivant et jouant des sketches comiques qui sont intégrés aux concerts montés pour les troupes combattantes. Après sa mobilisation mais avant d'être posté à l'étranger, accompagné de son collègue musicien Harry Edgington, surnommé Edge-ying-Tong, jeu de mots qui donne ensuite naissance à l'une de ses plus mémorables créations, ce duo, le Ying Tong Song, compose nombre d'histoires désopilantes, bourrées de jeux de mots, répondant à une logique totalement biaisée, destinées à se prémunir contre l'ennui des casernes. D'après l'un de ses biographes « il savait crooner comme Bing Crosby et gagner un crochet ; il jouait aussi de la batterie, de la guitare et de la trompette, tous instruments qu'il avait appris à maîtriser en autodidacte ».
Au cours de la Seconde Guerre mondiale, l'artilleur Spike, matricule 954024, sert en tant que signaleur au 56e régiment royal d'artillerie lourde, batterie D, puis rejoint la Première Armée britannique lors de la campagne d'Afrique de Nord. Il participe ensuite à la campagne d'Italie où il est élevé au grade de Lance Bombardier, ce qui correspond à Vice-Caporal ou Artilleur de première classe. Il est sur le point de devenir Caporal lorsqu'il est blessé à la bataille de Monte Cassino.
Ensuite hospitalisé pour une blessure de mortier à la jambe droite et commotion, il est rétrogradé par un supérieur peu amène au rang d'artilleur de seconde classe. Cet officier figure dans le journal de guerre de Spike sous le nom de Major Evan 'Jumbo' Jenkins. Spike a toujours été d'avis que le Major Jenkins l'avait pris en grippe parce qu'il remontait sans cesse le moral des troupes, alors que lui estimait qu'elles devaient être traitées à l'ancienne, la manière du général Horatio Herbert Kitchener. Spike évoque aussi l'anecdote selon laquelle les artilleurs Spike et Edgington avaient été invités au bivouac pour jouer du jazz avec cet officier et avaient fait montre de beaucoup plus de talent que lui dans l'exécution du chant militaire Whistling Rufus.
Après son hospitalisation, Spike Milligan occupe en Italie différents postes à l'arrière avant de devenir animateur à plein temps. Il joue de la guitare au sein d'un groupe de jazz, le Bill Hall Trio, au cours de spectacles comiques destinés aux armées. Il reste en Italie avec ce trio après une fois démobilisé, mais retourne bientôt en Angleterre. En tant que membre du Central Pool of Artists (« Artistes aux armées »), il a écrit des parodies des histoires figurant à leur répertoire qui contiennent en germe de nombreux éléments-clés du futur Goon Show, d'abord baptisée Crazy People.

### The Goon Show
Spike revient au jazz à la fin des années quarante, gagnant laborieusement sa vie avec le Hall Trio et des participations à des comédies musicales. Il s'efforce cependant de pénétrer le monde fermé de la radio en tant que scénariste ou animateur. Il y parvient avec un premier succès radiophonique intitulé la Derek Roy Show. Peu après, Peter Sellers, Harry Secombe et Michael Bentine le rejoignent pour un projet comique original, The Goon Show. Lors de la première saison de cette série, La BBC l'intitule Crazy Gang featuring those Crazy People, the Goons! (« La bande des fous, avec ces fous les Goons »), façon d'amadouer les directeurs de programme en reliant ces émissions à un groupe de comédiens alors célèbres, le Crazy Gang.
Le premier épisode est diffusé le 28 mai 1951 sur le BBC Home Service. Bien qu'il ne joue pas beaucoup dans les premiers numéros, Spike devient ensuite l'animateur principal de la revue, incarnant un grand nombre de personnages, dont le célèbre Eccles et Minnie Bannister, Willium Mate, Jim Spriggs et le nuisible Count Moriarty. C'est lui qui écrit la plupart des scénarios, tout en collaborant pour certains, en particulier avec Larry Stephens et Eric Sykes. La plupart des premiers épisodes a été écrite avec Stephens et produite par Jimmy Grafton, mais cette collaboration prend fin après la troisième série, Spike rédigeant seul la plus grande partie de la quatrième. À partir de la cinquième, qui coïncide avec la naissance de son second enfant Sean, et pendant presque toute la sixième, Spike collabore avec Eric Sykes, son partenaire dans Associated London Scripts. Spike et Stephens renouent leur collaboration pendant le sixième série, mais, vers la fin de la huitième, Stephens doit s'effacer pour raisons de santé. Spike travaille alors avec John Antrobus pour une brève période et le partenariat Milligan-Stephens se termine avec la mort prématurée de Stephens, victime d'une hémorragie cérébrale en janvier 1959. Plus tard, Spike s'est employé à minimiser et critiquer les apports de Stephens à la série Goon Show.
Le programme The Goon Show est d'abord émis en public et en direct sur format 16 pouces ; pendant la séance de mise en train, Spike joue de la trompette et Peter Sellers se sert des percussions de l'orchestre, ces émissions en direct exigent une grande fidélité au scénario ; cependant, à partir de la 4e série, la BBC opte pour l'enregistrement sur bande magnétique. Spike exploite au maximum les possibilités offertes par cette technologie qui permet, en particulier, le montage, d'où les improvisations et les effets sonores. Ses exigences en la matière se font de plus en plus complexes, les effets sonores, alors appelés grams, étant poussés à la limite des compétences des ingénieurs : création par moyen mécanique (foley), retour en play back avec quatre, voire cinq platines à la fois. Ces effets sont fabriqués à l'avance sur bandes magnétiques, les ingénieurs de la BBC réussissant ensuite à créer des stings qu'il aurait été très difficile, sinon impossible à réaliser sur foley ou disque. Dans les dernières années, bien des « grams » de la série émanent de l'atelier radiophonique de la BBC, l'un des plus remarquables étant l'effet dit « stomacal » du major Bloodnok, œuvre de Dick Mills.
Bien que la revue (The Goon Show) ait conféré à Spike le statut de star internationale, les exigences de la rédaction et de l'exécution des scénarios commencent à peser sur sa santé. Spike Milligan souffre alors de sévères attaques dépressives, prélude à des décennies de troubles bipolaires. Vers la fin de 1952, sans doute exacerbés par certaines tensions apparues entre les membres du groupe, ces troubles s'aggravent et Spike Milligan semble s'être convaincu de devoir tuer Peter Sellers ; il s'arme d'un couteau à peler les pommes de terre, se dirige vers l'appartement voisin de Peter Sellers, mais se blesse en heurtant violemment la porte en verre de l'immeuble. Il est à la suite hospitalisé et mis sous sédatif pendant deux semaines. Il passe presque deux mois en convalescence. La revue n'en souffre cependant pas car elle dispose d'un stock considérable de scénarios déjà achevés. Spike Milligan explique son geste par le surmenage engendré par la revue, auquel il attribue aussi l'échec de son premier mariage.

### Associated London Scripts(ALS)
Autre aspect moins connu des activités de Spike Milligan au cours des années 1950 et 1960, sa participation aux travaux de l'Agence des écrivains (Associated London Scripts [ALS]). C'est l'époque où, alors que la revue The Goon Show gagne en popularité, il se marie et fonde une famille. Cet événement personnel semble l'avoir troublé au point qu'il arrête d'écrire et qu'Eric Sykes lui offre de partager son petit bureau situé à l'étage d'une épicerie au 130 Uxbridge Road à Shepherd's Bush. Sykes y travaille à une série comique pour la radio intitulée Educating Archie, avec Peter Brough dans le rôle-titre de ventriloque et sa marionnette Archie Andrews. L'idée de cette agence à but non lucratif pour écrivains émane de Sykes ; c'est Spike, cependant, qui contacte les étoiles montantes de la scène comique que sont Ray Galton et Alan Simpson. Ainsi naît Associated London Scripts (ALS) avec Frankie Howerd, Sykes et Stanley "Scruffy" Dale, agent de Howerd. Leur première secrétaire et une ancienne camarade de classe de Simpson, Beryl Vertue, qui devient ensuite directeur commercial. L'acteur Tony Hancock rejoint temporairement le groupe qui inclut aussi des célébrités telles que Terry Nation, Johnny Speight et John Antrobus.
Cette activité occupe jusqu'à trente écrivains, avec un secrétariat permanent de douze personnes. Aussi, les bureaux de Shepherd's Bush s'avèrent trop exigus dès 1957, et l'équipe s'installe dans Kensington Street, puis à Orme Court situé dans Bayswater Road, le quartier chic jouxtant Hyde Park. Au milieu des années soixante, Robert Stigwood fait une offre d'achat. Galton et Simpson y sont favorables, mais Sykes et Eric s'y opposent. La transaction finit par la vente de leurs parts dd' ALS à Stigwood qui s'oriente vers la production de films, tandis que Galton et Simpson, plus tard à leur regret, cèdent celles qu'ils détiennent sur Orme Court à Spike et Eric. Spike vend ensuite des parts à Eric. Quant à Beryl Vertue, elle rejoint Stigwood, puis devient productrice indépendante et vice-présidente du groupe Robert Stigwood.

## Vie privée

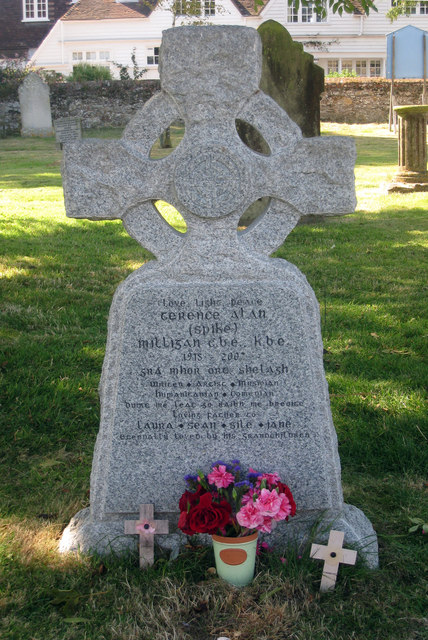
Pierre tombale de Spike Milligan à Winchelsea. L'inscription en irlandais sur la pierre signifie « Je t'ai dit que j'étais malade »

Spike Milligan a été marié deux fois ; il a eu trois enfants de son premier mariage (1952-1960) et un enfant de son second (1962-1978). Il a également eu un enfant illégitime, né en 1975.
Né en Inde d'un père irlandais, et bien qu'ayant servi sous le drapeau du Royaume-Uni durant la guerre, Milligan s'est vu refuser la citoyenneté britannique en raison de son ascendance et de son refus de prononcer le serment d'allégeance. Apatride durant un temps, il a pu devenir citoyen irlandais du fait de l'origine de son père.
Spike Milligan est enterré dans le cimetière de l'église de Winchelsea, dans le Sussex de l'Est.

## Influences

### Influences reçues
- Groucho Marx
- Edward Lear
- W. C. Fields
- Walt Disney
- Jacques Tati
- Spike Jones
- J. B. Morton (en)

### Influences exercées
- Peter Cook
- Monty Python
- Marty Feldman
- Kenny Everett
- Harry Hill

## Œuvres

### Romans, nouvelles
- Puckoon, 1963
- Mon rôle dans la chute d'Adolf Hitler (Adolf Hitler: My Part in His Downfall), coll. Mémoires de guerre : 1, 1971
- Badjelly the Witch (1973), nouvelle pour enfants, adaptée en audio et vidéo
- Opération Renard du désert ("Rommel?" "Gunner Who?": A Confrontation in the Desert), coll. Mémoires de guerre : 2, 1974
- Le règne hystérique de Siffoney 1er, roi d'Irlande (The Looney, an irish fantasy), 1987

### Théâtre
Comme acteur.
- Treasure Island (L'Île au trésor) (1961, 1973–1975), d'après le roman de Robert Louis Stevenson.
- The Bed-Sitting Room (Le Studio) (1963, 1967) par Spike et John Antrobus.
- Oblomov (1964), d'après le roman d'Ivan Goncharov. Inauguré au Théâtre lyrique de Hammersmith en 1964, Spike joue presque tout le rôle-titre au lit. Le jour de la première, peu sûr de son texte, il improvise, incorporant le public à la pièce ; pratique qu'il poursuit tout au long des représentations et des tournées. Le spectacle est repris par le Comedy Theatre en 1965 dans le West End de Londres.

### Dessins humoristiques
- Pour le magazine satirique Private Eye : divers dessins fondés sur une plaisanterie lapidaire[16],[17].

### Comédies radiophoniques
- The Goons Show, émission humoristique produite par la BBC de 1951 à 1960, avec des reprises occasionnelles du BBC World Service.
- The Idiot Weekly (1958–1962)
- The Omar Khayyam Show (1963–1964)
- Milligna (or Your Favourite Spike) (1972)
- The Milligan Papers (1987)

Spike a aussi raconté les souvenirs de son enfance en Inde dans la célèbre série de la BBC intitulée Plain Tales From The Raj (1970), ensuite publiée en volume en 1975 par André Deutsch sous la direction de Charles Allen.

### Comédies télévisuelles
- The Idiot Weekly, Price 2d
- A Show Called Fred
- Son of Fred
- The World of Beachcomber
- Q (Q series: Q5, Q6, Q7, Q8, Q9, et There's a Lot of It About
- Curry & Chips

### Filmographie
- Films
  - 1952 : Down Among the Z Men, rôle d'Eccles, comédie sur un agent secret, en noir et blanc, incluant tous les Goons, dont Michael Bentine et Andrew Timothy.
  - 1959 : The Running Jumping & Standing Still Film
  - 1969 : L'Ultime Garçonnière (The Bed Sitting Room), de Richard Lester.
  - 1970 : The Magic Christian, de Joseph McGrath.
  - 1972 : The Adventures of Barry McKenzie, de Bruce Beresford, gérant décati d'un hôtel minable de Londres.
  - 1973 : Les Trois Mousquetaires, de Richard Lester, Monsieur Bonacieux, mari de Madame Bonacieux (Raquel Welch).
  - 1973 : Digby de Joseph McGrath, film pour enfants.
  - 1973 : Ghost in the Noonday Sun, réalisation (non crédité) avec Peter Medak
  - 1977 : Mon Beau légionnaire, de Marty Feldman.
  - 1978 : Monty Python : La Vie de Brian, de Terry Jones.
  - 1981 : La Folle Histoire du monde, de Mel Brooks.
- Participation dans des films
  - Man About The House (1974).
  - The Great McGonagall (1974) avec Peter Sellers dans le rôle de la Reine Victoria.
  - The Last Remake of Beau Geste (1977), avec Marty Feldman.
  - The Hound of the Baskervilles (1978).
  - Life of Brian (1979).
  - History of the World, Part I (1981).
  - Yellowbeard (1983).
  - The Case of the Mukkinese Battle Horn (1956).
  - The Running, Jumping and Standing Still Film (1960).
  - Postman's Knock (1962).
  - The Bed-Sitting Room (1969), avec Peter Cook, Dudley Moore et Arthur Lowe, d'après la pièce de Spike et Androbus.
  - The Magic Christian (1969).
  - Alice's Adventures in Wonderland (1972).
  - Adolf Hitler: My Part in his Downfall (1972), avec Jim Dale.
  - Digby, the Biggest Dog in the World (1973), comédie pour enfants.